# Prisme triangulaire
Cet article concerne le prisme comme polyèdre. Pour les prismes optiques, voir Prisme (optique).
En géométrie, un prisme triangulaire ou prisme à trois côtés est un polyèdre fait à partir d'une base triangulaire, une copie translatée et 3 faces joignant les côtés correspondants.
Si les côtés sont des carrés, il est qualifié de polyèdre uniforme.
D'une manière équivalente, c'est un pentaèdre dont deux faces sont parallèles, tandis que les normales aux surfaces des trois autres sont dans le même plan (qui n'est pas nécessairement parallèle aux plans des bases). Ces trois faces sont des parallélogrammes. Toutes les sections-croisées parallèles aux faces de la base sont le même triangle.
Un prisme triangulaire droit est semi-régulier si les faces des bases sont des triangles équilatéraux, et les trois autres faces sont des carrés.
Un prisme triangulaire droit général peut avoir des côtés rectangulaires.
Le dual d'un prisme triangulaire est une bipyramide à 3 côtés.
Le groupe de symétrie d'un prisme droit à 3 côtés avec une base régulière est le groupe prismatique D3h (en), isomorphe au groupe diédral D6 d'ordre 12. Le groupe de rotation (en) est D3 d'ordre 6.
Le groupe de symétrie ne contient pas de symétrie centrale (inversion en un point).

## Volume
Le volume d'un prisme quelconque est le produit de l'aire de la base et de la distance entre les deux faces des bases. Dans ce cas, la base est un triangle, donc nous avons simplement besoin de calculer l'aire d'un triangle de base {\displaystyle b} et de hauteur {\displaystyle h} et de la multiplier par la longueur {\displaystyle l} du prisme c'est-à-dire la distance entre les deux triangles :
{\displaystyle V={\frac {1}{2}}bhl}.

## Aire de la surface
L'aire de la surface d'un prisme triangulaire droit est l'aire des trois côtés rectangulaires plus l'aire des deux triangles formant les bases.
{\displaystyle bh+(s_{1}+s_{2}+s_{3})H}
s1, s2, s3=longueurs des côtés d'un triangle
b=base du triangle (égale à l'une de ces trois longueurs, au choix)
h=hauteur du triangle associée à cette base
H=Hauteur du prisme
s1+s2+s3=périmètre du triangle

## Figure de sommet d'un polytope en dimension 4
Un prisme triangulaire qui est un polyèdre semi-régulier tri-dimensionnel peut être pris comme figure de sommet en 3D (appelé encore figure-vertex). Il donne naissance et devient alors un polytope semi-régulier en dimension 4, qui est appelé un pentachore rectifié. Cette propriété est concrétisée visuellement en 3D par le logiciel Stella4D de Robert Webb. Ce polytope est le premier polytope quadri-dimensionnel de le série des polytopes semi-réguliers découverts par Thorold Gosset en 1900, qu'il a appelé figure semi-régulière 4ic-Tetraoctahedric en dimension 4.

## Exemples
Certaines molécules peuvent avoir une géométrie moléculaire prismatique trigonale.